# Nikki Anderberg
Nikki Johanna Anderberg, född 5 mars 2002 i Höllviken är en svensk friidrottare med specialisering på kortdistanslöpning, främst 100 meter. Hon har även tävlat i längdhopp och tresteg. Anderberg tävlar för storklubben inom friidrott, Malmö AI.

## Karriär
Innan utomhussäsongen 2020 hade hon skadeproblem i foten i över två år. Hon gick in i säsongen med ett personbästa på 11,83 sekunder.
Den 14 augusti, vid SM i friidrott 2020 slog hon personligt rekord två gånger om. Först vann hon överlägset sitt försöksheat på 11.50 och senare i finalen så vann hon guldet före Claudia Payton och Daniella Busk med en tid på 11.47. Med den tiden var hon vid tidpunkten för SM-sexa genom tiderna i Sverige bland seniorer, trots att hon själv var junior. Framför sig resultatmässigt hade hon bara Linda Haglund, Sanna Kallur, Therese Olofsson, Irene Ekelund och Jenny Kallur.
Hennes nuvarande personbästa på 100 meter är 11,46, satt en vecka senare, den 22 augusti 2020 i Linköping. Efter att knappt ha tävlat sedan 2021 på grund av stora skadebekymmer gjorde Anderberg comeback i slutet av säsongen 2024. Bland annat sprang hon på 11,72 i Göteborg i juli och deltog i Diamond League med det svenska stafettlaget i Zürich i september.